# إيتور بوجاتي
إيتوري بوجاتي، (بالفرنسية: Ettore Bugatti)‏ من مواليد 15 سبتمبر 1881 في ميلانو، إيطاليا، وتوفي في 21 أغسطس 1947 في نويي سور سين، فرنسا، هو رجل الصناعة والمخترع الإيطالي، حصل على الجنسية الفرنسية قبل وفاته. وهو واحد من مؤسسي صناعة السيارات من الترف والمنافسة مع سيارة بوجاتي في الألزاس. وهو أب ل جان بوجاتي وشقيق النحات رامبرانت بوجاتي. اليوم، تعتبر انه من رواد صناعة السيارات.

## السيرة الذاتية
تقربها منطقة الألزاس إيتوري بوجاتي التي جعلت دورليشيم معقل تاريخي للمصنع سيارتها حيث قام بتصميم وتجميع أكثر من 7,500 سيارة. يتم التعرف على سمعة سياراتها في الإنجازات الرياضية لا مثيل لها حتى يومنا هذا في جميع أنحاء العالم.
عاطفي حول كل ما يقترب من الخيول، إيتوري تتبنى مصبغة «حدوة الحصان» لتكون واحدة من السمات المميزة لهذه العلامة التجارية، واتجهوا إلى المنافسة قريبا. الجمالية موجود على جميع مستويات التصنيع وبوجاتي حتى خلق أدواته الخاصة. أراد له محرك السيارة، على الرغم من أن مخبأة تحت الغطاء، تكون جميلة. والنوع 13، بريشيا، الذي فاز بأكثر من أربعين انتصارات في أربع سنوات في عجلة، كان أول بوجاتي للفوز نجاح تنافسية.
في «بوس»، كما دعا الجميع إلى المصنع، والذهاب لزعيم فخور، السلطوي، من الصعب والحساس. لكن الابتكار لا يمكن أن يجتمع له الكثير من النجاح لو لم يكن قد أحاط نفسه مع المهندسين الموهوبين لمشاريعها.
كان إيتوري بوجاتي صداقات مع طيار رولان غاروس.

## السنوات الأولى
ولد إيتوري بوجاتي في 15 سبتمبر 1881 في sforzo كاستيلو إلى ميلان في إيطاليا في عائلة من الفنانين الإيطالية. انه هو ابن الفاخر والمصمم الفنان الإيطالي كارلو بوجاتي وتيريزا Lorioli. لديه شقيقة الأكبر Deanice بوجاتي وشقيقه الاصغر، النحات الشهير رامبرانت بوجاتي ولد في 1884 . وهو أيضا ابن شقيق الرسام جيوفاني Segantini وجده لأبيه، جيوفاني لويجي بوغاتي هو النحات والمهندس المعماري الشهير في إيطاليا.
انتقلت عائلته بسرعة ل ميلان حيث أمضى طفولته. بعد الدراسات الكلاسيكية، حضر أكاديمية الفنون الجميلة بريرا في ميلانو، حيث درس النحت مع شقيقه رامبرانت بوجاتي. تزوج في 1907، باربرا ماريا غيوسبينا Mascherpa Bolzoni، وكان معه أربعة أطفال، وهما ابن وابنتان. بعد وفاة زوجته الأولى، إيتوري الزوجة الثانية جينيفيف مارغريت Delcuze في 1946 . وسوف تعطي له ابنة، تيريز، الذي ولد في عام 1942 والابن، مايكل، الذي ولد في عام 1945.

## مخترع الهندسة الميكانيكية
الاختراعات الأولى [ تغيير | تغيير رمز ]
في 1895، عندما كان عمره 14 سنة، عرض عليه دراجة بخارية ذلك تعديل المحرك. اكتشف شغف الميكانيكا.
في 1898، البالغ من العمر 17، دربت هو كان إلى مصنع الدراجة ميلانو Prinetti وStucchi (EN). انها ستنتج خلال العام المقبل أول دراجة ثلاثية العجلات المزودة بمحركات له، ومجهزة مع اثنين من المحركات دي ديون للمنافسة. في 1899، وقال انه شكلت أول سيارة أربع عجلات له: (اسم أعطيناه أكثر في وقت لاحق) نوع 1 هو مدعوم من قبل أربعة محركات تقع على جانبي المحور الخلفي. شارك، البالغ من العمر 18 عاما، وسباق السيارات والدراجات النارية / الدراجة ذات العجلات الثلاث في شمال إيطاليا وضعت طعم للسرعة. يطير سيارته السباق الخاصة واحتل المركز الثاني في سباق باريس - بوردو بمتوسط سرعة 80 كم / ساعة.
في 1900، وقال انه يجعل سيارته الأولى بدعم مالي من عدد Gulinelli، وهو نوع بوجاتي 2 مع محرك الرأسي 4 أسطوانات، 3000 سم 3 حتي 60 كم المياه المبردة / ساعة، د مربع صمام توزيع النفقات العامة مع اربع السرعة وعكس. بتمويل الإخوة Gulinelli، فإنه من اللافت حتى انه حصل على الجائزة الكبرى من المعرض الدولي للسيارات في ميلانو وكان لاحظت من قبل الأثرياء الصناعي الألزاسي البارون دي ديتريش هو متحمس.
في 1901، وفاة أحد الإخوة Gulinelli يخلص التعاون بين إيتوري بوجاتي والأسرة Gulinelli.

## روابط خارجية
- إيتور بوجاتي على موقع الموسوعة البريطانية (الإنجليزية)
- إيتور بوجاتي على موقع مونزينجر (الألمانية)